# Dea
Dea (лат. «Богиня») — второй полноформатный студийный альбом российской пауэр-метал-группы Catharsis, выпущенный в 2001 году под лейблом Irond. В 2002 альбом под лейблом Hammer Müzik получил международный релиз. В 2004 году этот альбом, объединённый с мини-альбомом Febris Erotica, был переиздан лейблом Irond.

## Список композиций
Автор музыки и текстов всех песен — Антон Арих, кроме "My Love, The Phiery" (текст Сергей Бендриков, Марьян Корнилова).
1. «Igni et Ferro» — (06:55)
2. «A Trip into Elysium» — (05:00)
3. «My Love, the Phiery» — (07:55)
4. «Etude № 1 A-Moll for Piano, op. 1» — (02:48)
5. «Pro Memoria» — (05:27)
6. «Silent Tears» — (05:13)
7. «…Into Oblivion» — (02:59)

## Участники записи
- Олег Жиляков — вокал
- Игорь «Jeff» Поляков — ритм-, акустическая гитары
- Julia «Red» Red — клавишные, звуковые эффекты
- Anthony Arikh — лидер- и акустическая гитары
- Владимир Мучнов — ударные
- Вадим Быстров — бас-гитара